# Герои Российской Федерации — Щ
В настоящем списке представлены в алфавитном порядке Герои Российской Федерации, чьи фамилии начинаются с буквы «Щ» . Список содержит информацию о роде войск (службе, деятельности) Героев на время присвоения звания, дате рождения, месте рождения, дате смерти и месте смерти Героев.
 Серым цветом в таблице выделены Герои, награждённые посмертно. 
| № | Фото | Фамилия Имя Отчество         | Род войск, служба    | Годы жизни                    | Место рождения                                  | Место гибели (смерти) |       |
| - | ---- | ---------------------------- | -------------------- | ----------------------------- | ----------------------------------------------- | --------------------- | ----- |
| 1 |      | Щепетков, Олег Адольфович    | авиация              | род. 21 февраля 1954          | Морозовск, Ростовская область, РСФСР            |                       | [ 1 ] |
| 2 |      | Щербаков, Леонид Иванович    | Десантные войска     | 12 октября 1936 — 29 мая 2021 | п. Банновское, Донецкая область, Украинская ССР | Москва                | [ 2 ] |
| 3 |      | Щербаков, Юрий Александрович | ВМФ                  | 21 февраля 1947 — 17 мая 2012 | Минск, Белорусская ССР                          | Санкт-Петербург       |       |
| 4 |      | Щербаков, Юрий Андреевич     | Пехота и мотострелки | род. 17 июня 1993             | Порой, Добровский район, Липецкая область       |                       |       |
| 5 |      | Щетнев, Роман Николаевич     | Десантные войска     | род. 5 октября 1976           | Клин, Московская область, РСФСР                 |                       |       |